# James Rosenquist
James Rosenquist (Sjeverna Dakota, SAD, 29. studenog 1933. – New York, 31. ožujka 2017.), američki je slikar.

## Život i djelo
Svoju umjetničku karijeru James Rosenquist ima zahvaliti majci, koja je još u dječjoj dobi podupirala njegovu sklonost crtanju. Nakon školovanja u Minneapolisu i Minnesoti, Rosenquist 1955. dolazi u New York, gdje se u početku izdržava kao slikar reklama, što se pokazalo gotovo kao idealna praksa za nekog tko želi postati slikar pop arta.
Nakon što se upoznaje s vodećim ličnostima njujorške likovne scene Robertom Rauschenbergom i Jasperom Johnsom, Rosenquist počinje kritički gledati na svoje slikanje reklama. Tako 1960. nastaje njegovo prvo platno u stilu pop arta - President Elect, na kojem je u maniri kolaža jarkim, transparentnim bojama naslikao lice novoizabranog američkog predsjednika Johna F. Kennedyja, iskombinirano s prizorom lomljenja kolača (danim crno-bijelo), dugom, te kotačem i blatobranom automobila. Rosenquist te prizore kolažira na hladan, neuživljen zanatski način. Upravo s Rosenquistom i njegovim radom, te s brojnim njegovim kasnijim radovima zamišljenim na sličan način, distancirani, ravnodušni pristup slikarstvu postaje jednom od temeljnih značajki ne samo pop arta, nego i dobrog dijela likovne umjetnosti cijele druge polovice dvadesetog stoljeća. Osvrćući se na Rosenquistov President Elect, likovni kritičar Marco Livingstone je napisao da to i druga Rosenquistova djela čovjeka podsjećaju na lavinu nasumičnih slika kojima je zasut dok hoda ulicom, ili dok lista neki magazin, ili dok mijenja televizijske kanale. Jamie James Rosenquistov besmislen i bizaran slikarski kolaž uspoređuje s jednako bizarnim Kotačem bicikla Marcela Duchampa (asemblažem u kojem je spojio kotač bicikla na rašljama s elegantnim stolčićem), remek-djelom dadaizma, pravca koji je i bio jednim od glavnih izvora nadahnuća mnogim umjetnicima pop arta. Tako je Rosenquist, kao i mnogi drugi umjetnici dade i pop arta zanijekao klasično poimanje sadržaja likovnog djela, pa i sam njegov duh. Sličan postupak je očit i na njegovu platnu iz 1961. pod nazivom I love You With My Ford, na kojem je iskolažirao prikaze prednjeg kraja Fordova automobila, poljupca filmskih glumaca i špageta u umaku od rajčice.
Djelo koje je Rosenquistu donijelo svjetsku slavu nastalo je 1965., te nosi naziv F-111. Riječ je o 26 metara dugoj slici na više spojenih platana, koja je komponirana tako da prekriva dva duga galerijska zida. Premda je iz naziva djela jasno da bi ono trebalo prikazivati američki ratni zrakoplov, taj je motiv na samom platnu teško odgonetnuti, jer je „sakriven“ iza monumentalnih prikaza iz svakodnevnog života: kriške kolača, djevojčice pod sušilom za kosu, špageta, ali i atomske gljive koja kao da je izjednačena s ostalim banalnim svakodnevnim motivima. Stoga Rosenquistov F-111, poput Lichtensteinova Whaama pokazuje koliko je slikama lako manipulirati, te koliko se najgora vrsta destrukcije – rat – može prikazati normalnom ili zabavnim, atraktivnom i čak poželjnom.
Zbog njegove jednostavne uporabe tipičnih elemenata američkog potrošačkog društva i njegove pop kulture, mnogi likovni kritičari Jamesa Rosenquista smatraju najtipičnijim slikarom pop arta.